# Sarpedonte (figlio di Europa)
Sarpedonte (in greco antico: Σαρπηδών?, Sarpēdṑn) è un personaggio della mitologia greca. Fu un re della Licia.

## Genealogia
Figlio di Zeus e di Europa, così come i due fratelli (Minosse e Radamanto), fu adottato da Asterio dopo che questi sposò la madre.
Fu padre di Evandro.

## Mitologia
Sarpedonte combatté contro il fratello Minosse, secondo alcuni per il trono di Creta ma secondo altri perché erano entrambi innamorati di un giovane di nome Mileto. Il ragazzo preferiva Sarpedonte e così Minosse per vendicarsi conquistò l'intera isola e costrinse i due amanti a fuggire per riparare in Licia, dove il giovane fondò la città che prese il suo nome.
Nella stessa parte della leggenda il nome del giovane era Atimnio, figlio di Zeus e Cassiopea, ma non fu con Atimnio che Sarpedonte fuggì.
In un'altra leggenda, Sarpedonte giunto in Licia si alleò con Cilice (suo zio, in quanto la madre Europa era sorella di Cilice), e conquistò la regione, dove in seguito regnò come re.
Ebbe così un figlio che chiamò Evandro, il quale sposò Laodamia e divenne padre del Sarpedonte che prese parte alla guerra di Troia e che venne ucciso da Patroclo.